# Thibron
Thibron († 391 v. Chr.) war ein spartanischer Feldherr im spartanisch-persischen Krieg und im Korinthischen Krieg.
Er wurde 399 v. Chr. als Befehlshaber nach Kleinasien geschickt, wo er die ionischen Städte gegen den Zugriff des Perserreichs verteidigen sollte. Seine Truppe wurde durch die Aufnahme der Reste von Xenophons Söldnern des Kyros schlagkräftig und lieferte den Persern einige erfolgreiche Gefechte. Dennoch wurde Thibron schließlich wegen zu geringen Erfolgs abgelöst und durch den Spartiaten Derkyllidas ersetzt. In Sparta wurde er angeklagt und verurteilt, weil seine Truppen im befreundeten Gebiet geplündert hatten.
Im Jahre 391 v. Chr. wurde er mit einem Heer erneut nach Kleinasien geschickt, um gegen den persischen Satrapen Struthas vorzugehen, der eine pro-athenische Politik verfolgte. Thibron gelangen einige Einfälle auf persisches Gebiet; diese waren aber nicht sehr gut vorbereitet, sodass es Struthas gelang, die Spartaner in einem Hinterhalt zu besiegen und aufzureiben. Dabei kam auch Thibron ums Leben.